# Ancien royaume de Mataram
Ne doit pas être confondu avec Sultanat de Mataram.
716–1016
L'ancien royaume de Mataram (en indonésien Mataram Kuno), est un ancien royaume hindou-bouddhiste qui a prospéré entre le VIIIe et le XIe siècle  dans la province Java central de l'île de Java.

## Histoire
Ce « premier » Mataram — par opposition au sultanat de Mataram des XVIe au XVIIIe siècles — est notamment attesté par l'inscription dite de Canggal 732, au nord-ouest de Yogyakarta, la plus ancienne trouvée à ce jour dans l'île. Datée de 716, elle déclare que le "raka" (qui signifie "maître") Sanjaya de Mataram monta sur le trône en tant que roi.
Une autre inscription, dite de Kalasan (à l'est de Yogyakarta), datée de 778, mentionne un roi Sailendra qui observe les rites bouddhiques. Les relations entre Sailendra et Sanjaya ne sont pas très claires. Les Sailendra avaient des liens avec les souverains de Sriwijaya dans le sud de Sumatra, mais là non plus, la relation entre les deux royaumes n'est pas claire.
Ce qu'on constate c'est que les temples des plaines du centre de Java construits entre les VIIIe et Xe siècles sont de rite bouddhique comme Borobudur construit par les Sailendra, ou shivaïte comme Prambanan construit par les Sanjaya, mais présentent parfois des éléments des deux rites, qui coexistaient.
Dans une inscription de 907, Balitung (règne 899-910), raka de Watukura, se proclame descendant de Sanjaya. Il unifie le centre de Java et son pouvoir s'étend sur Java oriental. Lui et ses successeurs affirment leur autorité sur les deux régions mais en 928, le roi Mpu Sindok transfère définitivement sa cour à Watugaluh, dans l'est de Java. Pour des causes encore mal élucidée, on n'a plus par la suite d'inscription dans le centre de Java.
Les royaumes javanais dominants sont désormais dans l'est de l'île, dont le plus puissant est Majapahit. Les textes de Majapahit mentionnent d'ailleurs Mataram parmi ses vassaux, ce qui n'était pas nécessairement la réalité. Cette dominance de l'est prend fin en 1527 avec la conquête d'une partie de cette région par les troupes du royaume musulman de Demak, situé sur la côte nord du centre de Java. Mataram n'est alors plus qu'un vassal de la puissante Demak.

### Liste des rois de l'ancien Mataram
- Sanjaya (835 – 838)
- Rakai Pikatan ("seigneur de Pikatan") (838 – 850)
- Rakai Kayuwangi (850 – 898)
- Balitung (898 – 910)
- Daksa (910 – 919)
- Tulodong (919 – 924)
- Wawa (924 – 929)
- Mpu Sindok (929 – 947)
- Sri Istana Tunggawijaya (947 – 985)
- Dharmawangsa (985 – 1016)

## Galerie

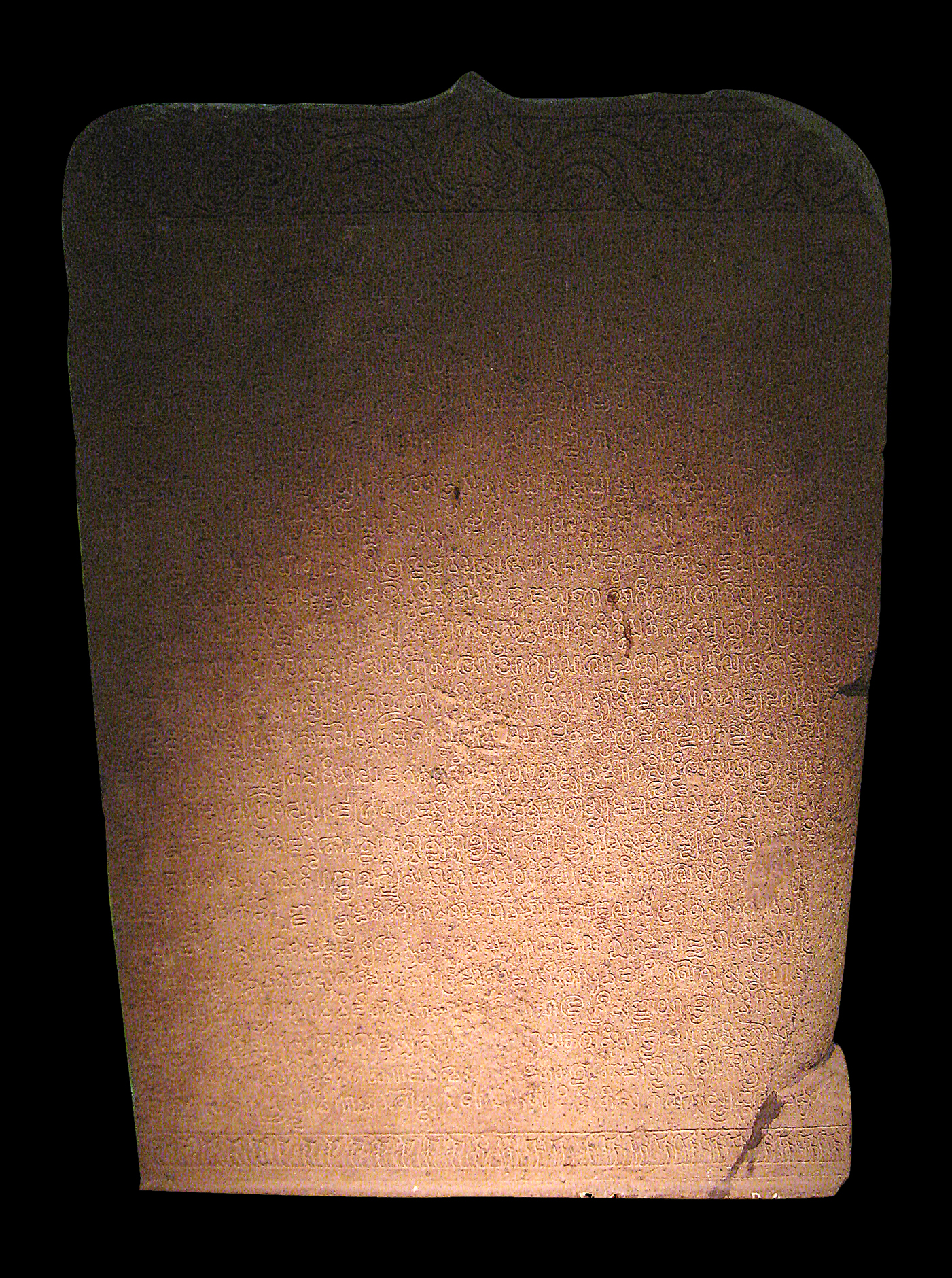
L'inscription de Canggal
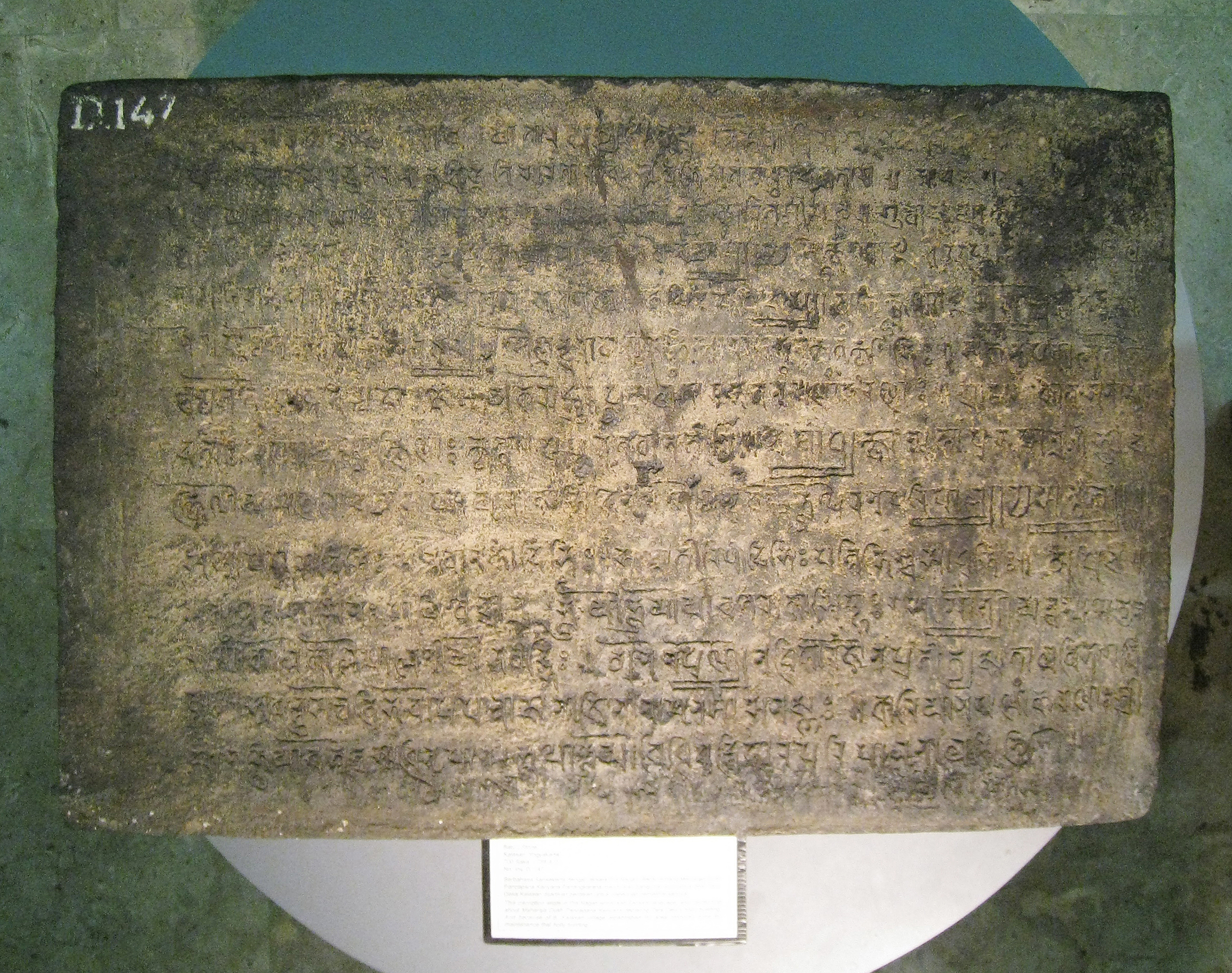
L'inscription de Kalasan
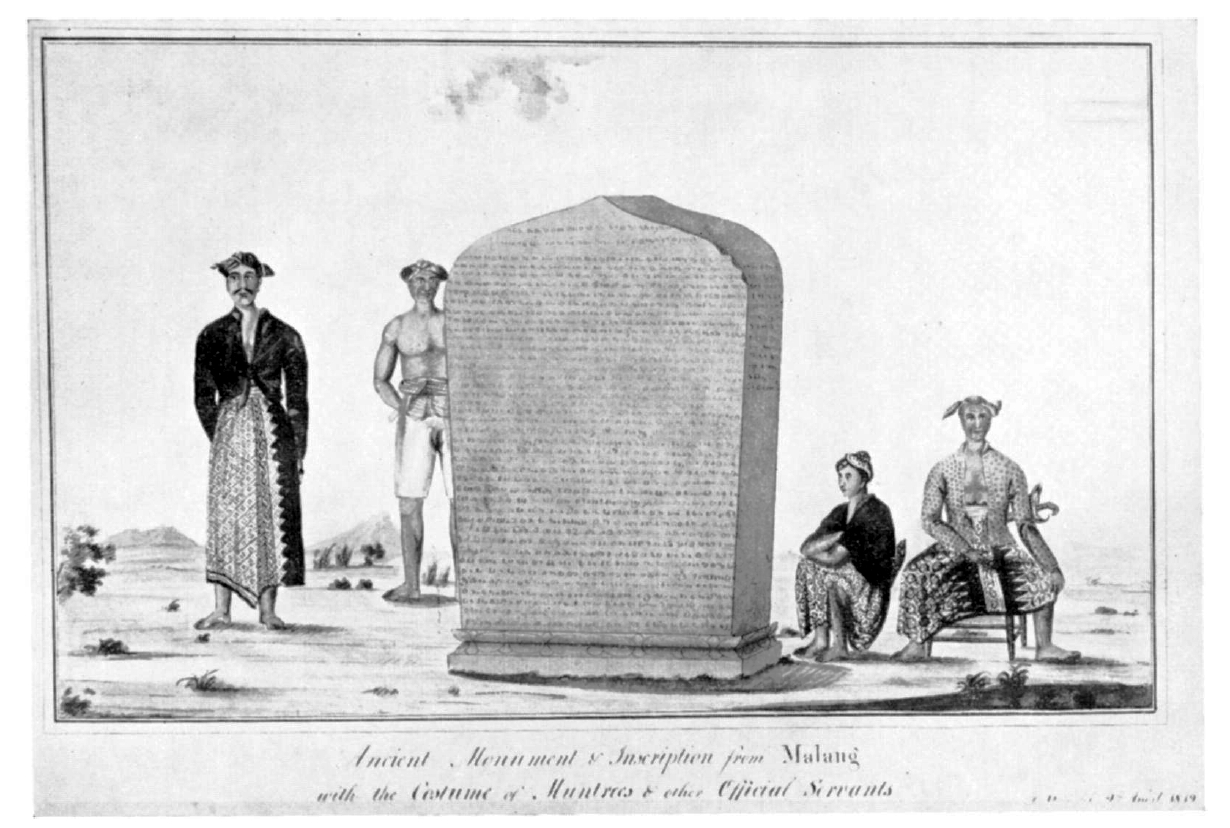
La pierre de Minto, haute de 2 mètres et d'un poids de 3,8 tonnes, a été trouvée dans le hameau de Ngendat près de Malang et décrite par Colin Mackenzie en 1811-14